# ثيبول مولين
ثيبول مولين (13 يناير 1990 في فرنسا - ) (بالفرنسية: Thibault Moulin)‏ هو لاعب كرة قدم فرنسي في مركز الوسط. شارك مع منتخب فرنسا تحت 21 سنة لكرة القدم. أما مع النوادي، فقد لعب مع فاسلاند بيفيرين وليغيا وارسو ونادي شاتورو ونادي كاين ونادي كليرمونت 63.

## وصلات خارجية
- ثيبول مولين على موقع اتحاد تركيا (لاعب) (الإنجليزية)
- ثيبول مولين على موقع رابطة كرة القدم الفرنسية للمحترفين (الإنجليزية)
- ثيبول مولين على موقع قاعدة بيانات كرة القدم.إي يو (الإنجليزية)
- ثيبول مولين على موقع ليكيب (الفرنسية)
- ثيبول مولين على موقع Soccerway.com (الإنجليزية)
- ثيبول مولين على موقع AS.com (الإسبانية)